# 2002年亞洲運動會黎巴嫩代表團
2002年亞洲運動會於2002年9月29日至10月14日在韓國釜山舉行，黎巴嫩代表團拿下1面金牌，在獎牌榜中名列第27位。